# Mario & Luigi: Dream Team Bros.
Mario & Luigi: Dream Team Bros., conegut al Japó com Mario & Luigi RPG 4: Dream Adventure (マリオ&ルイージRPG4 ドリームアドベンチャー, Mario ando Ruīji Aru Pī Jī Fō: Dorīmu Adobenchā) i a Amèrica del Nord com Mario & Luigi: Dream Team, és un videojoc desenvolupat per AlphaDream per a la Nintendo 3DS de la sèrie de videojocs de rol Mario & Luigi. Va estar anunciat en el Nintendo Direct del 14 de febrer de 2013. És la quarta entrega d'aquesta sèrie, la primera en aquesta videoconsola.
La jugabilitat de Mario & Luigi: Dream Team Bros. és molt semblant a la dels anteriors videojocs de la sèrie, on el jugador controla a en Mario i a en Luigi a la vegada, que exploren el món en conjunt en diferents zones separades en els mapes i fan batalles per torns. La majoria de la ubicació del joc tindrà lloc al Món dels Somnis, que farà possible alterar el Món Real.
El videojoc va sortir el 12 de juliol a Europa, el 13 de juliol a Australàsia, el 18 de juliol al Japó i l'11 d'agost de 2013 a Amèrica del Nord. És un dels videojocs que participen en L'Any d'en Luigi. El 16 de gener de 2014 va sortir a Corea.

## Jugabilitat
La jugabilitat de Mario & Luigi: Dream Team Bros. és molt semblant a la dels anteriors videojocs de la sèrie, on el jugador controla a en Mario i a en Luigi a la vegada, que exploren el món en conjunt en diferents zones separades en els mapes i fan batalles per torns, on hi haurà combinacions de botons per a fer diversos atacs i rànquings. Conté un mode per a un jugador. La pantalla superior de la consola mostra l'àrea del mapa, diferent d'anteriors entregues el mapa ensenya i segueix l'actual posició dels germans.
Mentre que gran part de l'aventura del joc té lloc al món real en tres dimensions, a l'illa Pi'illo, els jugadors poden trobar els Pillow Portals (Portals Coixí), on en Luigi es posarà a dormir perquè pugui entrar en Mario dins dels somnis d'en Luigi, anomenat Dreamy Luigi (Luigi somiador). En algunes àrees, Dreamy Luigi pot combinar parts del Món Real amb les del Món dels Somnis per a alterar-los i avançar en el camí mitjançant la resolució de trencaclosques, és a dir; si el jugador manipula la cara d'en Luigi en companyia amb Starlow a la pantalla tàctil de la consola alterarà algunes plataformes per a trobar els camins. Per exemple, al fer que en Luigi tossi, crea un vent que mou totes les plataformes.
Hi ha diversos tipus de batalles, on hauran de combinar atacs els dos personatges, on es podran fer diversos atacs especials per al Món Real, anomenats Bros. Attacks (Atacs dels germans), com podrien ser els Salts, Martells, Ítems (com els Xampinyons), Cara d'en Luigi i escapar-se de la batalla, i per al Món dels Somnis, anomenats Luiginary Attacks (Atacs Luiginaris), com podria ser l'augment de força d'un sol Mario o una acumulació de Luigis per a atacar fins a cinc enemics a la vegada) i trobar les rutes, ja que en Luigi es pot tornar molt poderós en els somnis. Alguns atacs també es poden realitzar amb les capacitats de la Nintendo 3DS, com l'ús del giroscopi per a dirigir un objecte volador. Els gràfics 3D que aporta la videoconsola seran clau per a calcular i sincronitzar els atacs. D'alguna manera o d'altra els atacs tindran efecte en ambdós llocs.
En guanyar una batalla, s'obtindran punts amb els que s'augmentarà la salut i la força, i així pujar de nivell. També s'han afegit paràmetres clàssics de la sèrie com els punts Bro (Punts germans, Tán) -necessaris per als atacs especials- i el Stache (Bigoti), que influeix en la probabilitat d'aconseguir un cop crítics en la batalla. També s'ha mantingut el sistema de recompenses en forma d'insígnies en què Mario i Luigi hauran de trobar o bé comprar i que es podran combinar per aconseguir valioses recompenses.
Mario & Luigi: Dream Team Bros. inclou un tutorial al començar l'aventura principal. Un mode fàcil s'inclou a les batalles, on un bloc apareix quan es perd una batalla sovint, també, si no arriba a temps correcte per a un atac conjunt entre Mario i Luigi sovint, hi ha una mode de frenar aquest atac per a facilitar l'execució. Tot i així, un mode difícil s'inclou després d'acabar l'aventura inicial.

### Demo
En el dia del llançament del joc en Amèrica del Nord una demo també va ser llançada en la Nintendo eShop, fent d'aquest el primer joc de la sèrie Mario que estrictament hagi de tenir un demostració gratuïta. Es necessiten 1.010 blocs per a la descàrrega, i disposa de 12 usos. La demostració és idèntica a la de l'E3, que té les mateixes tres opcions per al mode de joc: el Món Real (on es pot explorar un segment de Mushrise Park), el Món dels Somnis (on es pot explorar el castell Pi'illo dels somnis) i una batalla cap (on hi ha l'opció de lluitar amb Grobot en el món real o amb Bowser i Antasma en els somnis).

## Argument
Mario, Luigi, la Princesa Peach, Toadsworth i els Toads són convidats misteriosament a l'illa Pi'illo per a passar les vacances de part del Dr. Smoozenore.
Quan arriben a l'illa, el doctor no es fa veure enlloc. Mentre es passegen per l'illa, el grup descobreix que en Luigi té un talent especial, quan dorm sobre un coixí de pedra de l'illa, apareix un portal màgic cap al món dels somnis.
Després descobreixen que els coixins de pedra són en realitat habitants de l'illa Pi'illo que han estat tancats en aquestes presons de pedra pel malvat comte Antasma amb dos poders, el Darkstone i el Dreamstone, amb l'ajuda d'en Bowser -que diu que l'únic que pot segrestar Peach és ell-. Ara, en Mario haurà de passejar-se entre el món dels somnis i el món real per a rescatar els habitants de l'illa Pi'illo i a la Princesa Peach, amb l'ajuda d'alguns amics, com Eldream i Dreambert.

## Actualitzacions
Versió 1.1 (llançada el 4 de setembre al Japó i el 5 internacionalment)
En un comunicat divulgat en el lloc web japonès del videojoc, Nintendo anuncia que està treballant en una actualització gratuïta que arreglarà uns quants errors en el videojoc. Un d'ells és quan al Mont Pajamaja quan es trenca el gel amb un salt de tornada contra els germans Massif, on no deixa avançar mentre es parla amb els Germans Massif, en funció de com es va procedir. Més tard en el joc per lluitar amb Antasma, solucionant el problema que va sortir de la batalla per acabar normalment sota certes circumstàncies. A més, s'arreglen alguns altres problemes perquè el joc funcioni millor.

## Desenvolupament
| Director    | Hiroyuki Kubota                                                      |
| Productors  | Tomomi Sano Akira Otani Yoshihiko Maekawa Toshiharu Isuno (Nintendo) |
| Compositor  | Yoko Shimmomura                                                      |
| Referències | [ 7 ]                                                                |

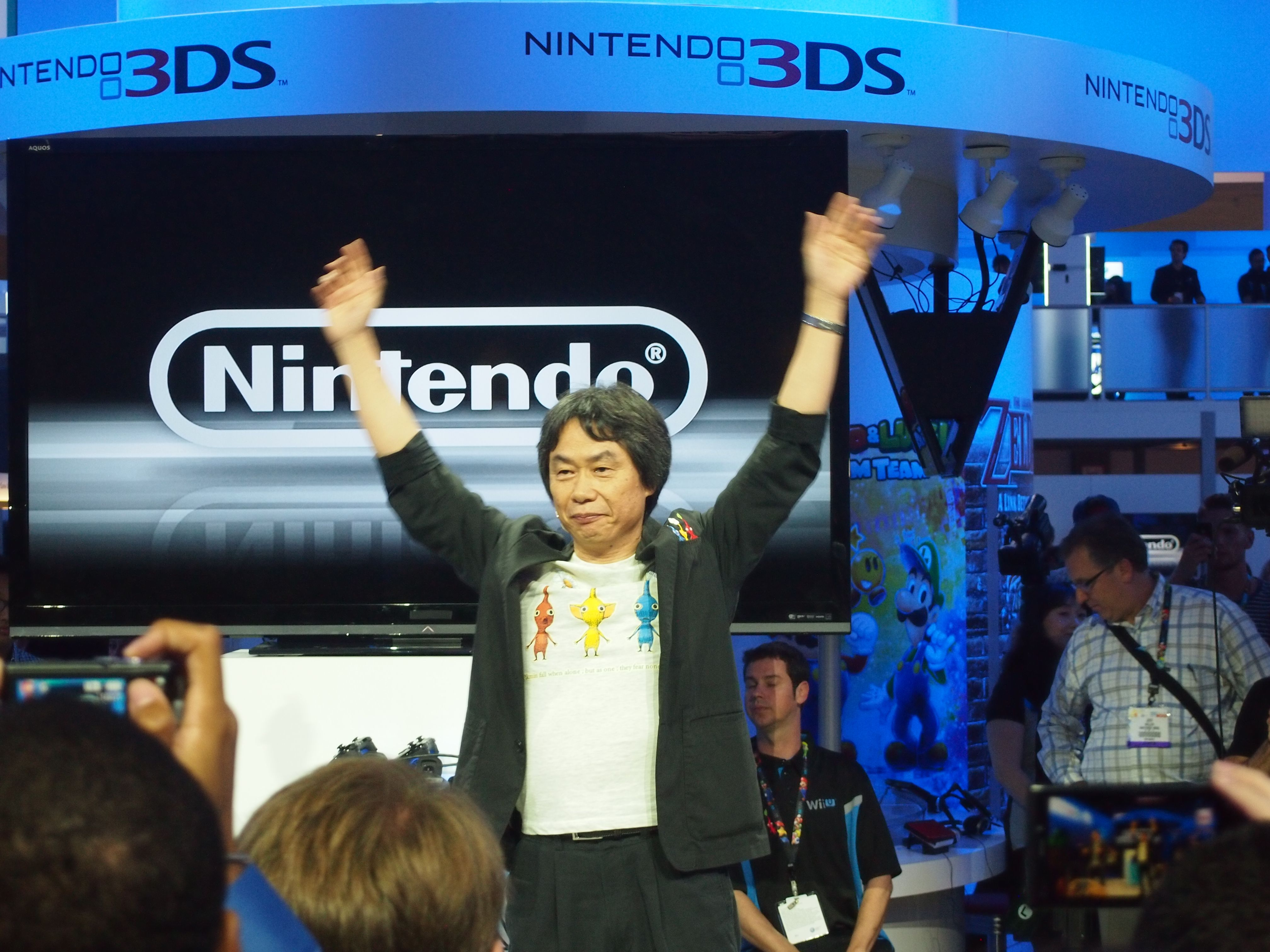
El creador de Mario, Shigeru Miyamoto, vist en l'E³ 2013. Rere seu, l'escenari amb els logotips de Nintendo 3DS i stands amb demos de jocs, com Mario & Luigi: Dream Team Bros. i The Legend of Zelda: A Link Between Worlds.

Mario & Luigi: Dream Team Bros. va començar a desenvolupar-se el 2010, amb un prototip inicial que en un any i mig després es va convertir en un videojoc sencer, i no va estar planejat per a coincidir amb L'Any d'en Luigi. Els dibuixos han estat fets a mà, perquè semblessin píxel art. Good-Feel, creadors de Kirby's Epic Yarn i Yoshi's Woolly World, han col·laborat en el joc amb les batalles gegants.
El joc es va anunciar oficialment el 14 de febrer de 2013 en un Nintendo Direct (Nintendo 3DS Direct a Europa), que parlava únicament sobre jocs d'aquesta consola. Juntament amb l'anunci, es va revelar la data d'estiu de 2013, imatges i els noms -excloent l'europeu i l'australià-.
El 17 d'abril de 2013 es va celebrar un altre Nintendo Direct (3DS Direct a Europa), on es van ensenyar dates més concretes (12 de juliol a Europa, el 18 al Japó i l'11 d'agost de 2013 als EUA), imatges, argument, el nom europeu i més detalls.
L'1 de juny de 2013 es va confirmar la caràtula japonesa del videojoc, on apareix en Mario, en Luigi i Antasma com a ratpenat sobre un fons blanc, semblant a altres caràtules que han aparegut en la sèrie, on en Luigi somia que és molt poderós. El 3 de juny es va revelar la caràtula nord-americana, que del qual la descripció apareix en dos idiomes: l'anglès i el francès (un dels idiomes oficials del Canadà), i convida a parlar aquest últim, ja que el videojoc es publica als Estats Units d'Amèrica i al Canadà, però posteriorment es va decidir que l'estatunidenca no portés aquest subtítol i la canadenca sí, evidentment. És la primera vegada en la sèrie que una entrega es qualifica amb un E+10 de l'ESRB, a part del tradicional E.
El 5 de juny es van revelar més detalls, com artwork i caràtules, entre elles la de Rússia, la general europea i l'alemanya. També s'hi va revelar un nou logotip per als EUA, que canvia la E del logotip pel símbol &. El 16 de gener de 2014 va sortir a Corea del Sud, segons afirma Mario Party Legacy.

### Logotips beta

El logotip provisional europeu, revelat en el 1r Nintendo 3DS Direct del 14 de febrer de 2013
El logotip final europeu, revelat en el 2n Nintendo 3DS Direct del 17 d'abril de 2013

## Recepció

### Crítica
El primer a fer una anàlisi sobre el videojoc va ser la ONM del Regne Unit, que l'ha puntuat amb un 92%: "Introdueix noves idees, mecàniques i llarguíssima duració. Fa companyia molt bona amb altres èxits de l'any, com Fire Emblem: Awakening i Animal Crossing: New Leaf. Molt divertit, AlphaDream ho ha fet molt bé." Famitsu l'ha puntuat amb un 38 de 40 basat en les votacions 10, 9, 10 i 9: "L'últim de la sèrie marca un punt per sobre de Pikmin 3, una cosa que m'agradaria imaginar fa Shigeru Miyamoto per llançar el seu exemplar de Famitsu la finestra del bany (que probablement no ho farà)".
Vandal Online el qualifica amb un 95, dient que "tot i haver masses tutorials, l'aventura té el seu encant". GameReactor de Dinamarca diu que té "humor i diversió, i un dels candidats per al millor joc de 3DS aquest estiu". El 90 és de Toronto Sun, Gamer.no, Hardcore Gamer Magazine, Eurogamer Portugal, Gamers' Temple, Gaming Nexus, Post Arcade, GamesBeat, Slant Magazine, GameReactor Dinamarca, Cubed3, Imagine Games Network d'Itàlia, 3djuegos.com, 4players.de, Pocket Gamer UK, VideoGamer, Nintendo Life, EuroGamer Itàlia i GameOver.gr.
Cheat Code Central i GamesMaster UK li posen un 88. LevelUp li posa un 87, dient que "continua la innovació d'una franquícia de videojocs de rol, que la seva fórmula de joc és refinada, però en alguns aspectes haurien d'explotar-se més." Canadian Online Gamers i Multiplayer.it li posen un 86. EGM, Game Informer, XGN i MeriStation li posen un 85. El 84 és de GameTrailers i de Digital Chumps. El 83 és de LazyGamer.
El 80 és de ZTGD, Worth Playing, NWR, Polygon, games(TM), EuroGamer de Suècia, GameReactor del mateix país, SpazioGames, Metro GameCentral, DigitalSpy, GamesRadar, Gameblog.fr i InsideGamer.nl. Tant GameSpot com IGN l'han puntuat amb un 8 en la seva anàlisi més fluixa en la sèrie pel mateix. La raó d'IGN és que creu que el món dels somnis és menys atractiu que el món real i que la introducció del joc és lenta i amb masses tutorials. Tot i així, ha estat ben puntuat. GameXplain en canvi creu que el joc és divertit, malgrat els seus defectes de menor importància, i que és l'altura de les altres entregues de la sèrie; al joc se li va donar 4 1/2 de 5 estrelles.
El 78 és de GamingTrend i Everyeye.it, i el 75 de NZGamer, Gaming Age i Gamer.nl. El 70 és de RPGamer, Joystiq, DarkStation, God is a Crek, Eurogamer Alemanya, Edge Magazine i Eurogamer Internacional. El 65 és de Destructoid, Hyper Magazine, USgamer, Shacknews, GamerLimit i GameRevolution.

### Prellançament
Abans del seu llançament, GameTrailers va nominar Mario & Luigi: Dream Team Bros. per a la categoria de millor títol de Nintendo 3DS tenint aparició en l'Electronic Entertainment Expo del 2013 juntament amb The Legend of Zelda: A Link Between Worlds. El guanyador de la categoria va ser, finalment, Yoshi's New Island.
La revista nord-americana Time diu en el seu portal web de videojocs que Mario & Luigi: Dream Team Bros. serà un dels videojocs predilectes en el mercat nord-americà, en una llista de 25 videojocs.

### Vendes i descàrregues
Justament un dia després del llançament del videojoc al Regne Unit, el 13 de juliol, va arribar a ser el tercer videojoc més venut i el segon en Nintendo 3DS segons l'institut GFK. Entre el 14 de juliol i el 20 de juliol va ser el tercer videojoc més venut al Regne Unit i el primer en Nintendo 3DS segons el mateix GFK. El 26 d'octubre de 2013 Mario & Luigi: Dream Team Bros. és el desè més venut en Nintendo 3DS al Regne Unit.
Segons l'institut de recerca Media-Create Mario & Luigi: Dream Team Bros. va ser el videojoc més venut al Japó entre el 15 i el 21 de juliol amb 99.972 unitats venudes. I segons GFK entre el 21 i el 27 de juliol va ser el cinquè videojoc més venut a la Gran Bretanya, el segon en 3DS. Segons NeoGAF va ser el tercer videojoc més venut entre el 19 i el 25 d'agost. Entre el top 20 dels més venuts al Japó entre el 9 i el 15 de setembre hi destaca Mario & Luigi: Dream Team Bros. en quarta posició segons aquest mateix fòrum.
Segons Media-Create, entre el top 20 de videojocs més venuts al Japó entre el 29 de juliol i el 4 d'agost hi ha Mario & Luigi: Dream Team Bros. en tercera posició, entre el 5 i l'11 d'agost en segona posició i entre el 12 i el 18 d'agost va estar també en la segona posició. A data del 26 d'agost a l'1 de setembre, va arribar a la sisena posició del top 20 de vendes al Japó segons Media-Create.
En la Nintendo eShop de 3DS, Mario & Luigi: Dream Team Bros. va ser el videojoc més comprat el 12 d'agost de 2013 i el 18 d'agost de 2013. El mateix el 26 d'agost de 2013.
L'institut de recerca nord-americà NPD Group va divulgar una llista sobre els videojocs més venuts a l'agost als Estats Units, on entre ells hi ha Mario & Luigi: Dream Team en sisè lloc, l'únic títol de 3DS que ha aconseguit entrar en aquesta llista. Fins al setembre de 2013, el videojoc va vendre 190 mil unitats als Estats Units.

### Mercaderia
A Amèrica del Nord, qui registrés el videojoc al Club Nintendo rebria 10 monedes de regal. DealExtreme va posar a la venda unes màscares per a dormir tematitzades d'en Mario i d'en Luigi per a tapar la part del voltant dels ulls.

#### Prevenda
Qui reservés el videojoc a les botigues Amazon, Blade Center, Canal Ocio, El Corte Inglés, Fnac, GAME, GameShop, GameStop, MediaMarkt, tutiendadevideojuegos.com, Toys "R" Us, xtralife.es i zonavideojuego.com podia beneficiar-se d'un kit de viatge que inclou un coixí per a dormir al cotxe (amb en Luigi dormint i el logotip), una màscara per a tapar els ulls (amb els dos protagonistes) i una bossa per a guardar-ho tot (amb els protagonistes i Starlow). Hi ha 4.745 unitats disponibles. El kit de viatge també està disponible per a qui reservi el videojoc a EB Games Australia.
Qui el reservi a Amèrica del Nord es podrà beneficiar d'uns adhesius per a decorar les consoles Nintendo 3DS amb mitja cara d'en Mario i d'en Luigi.

#### CDde l'Any d'en Luigi
Els usuaris japonesos que registrin o Luigi's Mansion 2, New Super Luigi U o Mario & Luigi: Dream Team Bros. podran rebre un CD amb la banda sonora del videojoc, de Luigi's Mansion 2, Mario Power Tennis, Mario Kart Wii, Mario Sports Mix, Mario Super Sluggers, Super Paper Mario, Mario Kart DS i Mario Strikers Charged Football.

### Màrqueting
El mateix dia de llançament japonès també va sortir al país un pack especial de Nintendo 3DS LL amb la versió descarregable del videojoc a la targeta SD, i el 31 d'octubre sortirà el pack a Europa.
L'americana Walmart va trobar el 18 de novembre en una botiga (per un funcionari) una edició inèdita de Nintendo 3DS XL Silver Luigi Edition, mai vista, i que, segons el pack, sortiria el 2 de desembre de 2013 i inclouria una 3DS XL tematitzada amb en Luigi i que inclouria el videojoc Mario & Luigi: Dream Team Bros.. Dies després, l'americana Target va anunciar la Nintendo 3DS XL Silver Mario Edition, que conté justament això i surt el mateix dia. Nintendo va confirmar el llançament de l'edició Nintendo 3DS XL Silver Mario & Luigi Edition, pel 2 de desembre de 2013 el mateix dia de llançament, del qual l'empresa n'ha nomenat el dia el Cíberdilluns d'en Luigi, pel preu de 199,99 $. El pack conté el videojoc Mario & Luigi: Dream Team Bros., a part d'una 3DS XL tematitzada.
Només per a Europa, qui registri una consola de la família 3DS i un dels 15 videojocs triats entre el 27 de novembre de 2013 i el 13 de gener de 2014, podrà aconseguir un promo de benvinguda per a descarregar Super Mario 3D Land, sempre estant registrat al Club Nintendo. Entre la llista dels 15 jocs, hi ha Mario & Luigi: Dream Team Bros., Luigi's Mansion 2, New Super Mario Bros. 2 i Mario Kart 7.
Del 25 de novembre al 29 de desembre, és possible anar a diversos establiments del Canadà a jugar al joc Mario & Luigi: Dream Team Bros., entre molts d'altres.
El 25 de novembre, va sortir al Club Nintendo europeu un kit de "relaxació" de Princesa Peach o de Luigi, per 600 la peça. Cada conjunt conté una manta, una funda per a la manta i un antifaç. La caixa i la màscara compten amb artworks de la princesa Peach o de Luigi depenent del kit, i quan està plegat i comprimit es transforma en un coixi. Mesures manta de llana aprox. 125cm x 150cm, mesures de casos velló aprox. 40cm per 30 cm. Màscara 100% polièster.

### Controvèrsia
Els moderadors de la xarxa social Miiverse s'enfrontaren a un "malson" durant a mitjans de setembre, per culpa a un error de programació o bug de la versió 1.0 del joc, que permet als usuaris publicar fotos que vulguin en la comunitat del joc. Per corregir aquest problema, Nintendo va llançar una actualització el setembre del 2013 que actualitza el joc a la versió 1.1, però aquesta actualització no és obligatòria ni s'aplica automàticament. Amb tants usuaris que encara estaven amb el joc en la versió 1.0, l'error s'estava aprofitant per difondre imatges pornogràfiques. Quan s'hi entra, deia: "Degut a circumstàncies imprevistes, origen del qual està rebent una investigació, s'ha eliminat temporalment la possibilitat de publicar captures de pantalla en aquesta comunitat. Disculpeu les molèsties ocasionades". Una situació similar es va produir amb el servei SpotPass de Nintendo Letter Box i Flipnote Gallery: Friends de Flipnote Studio 3D, que van haver de tancar per aquesta raó.